# Hagelversicherung
Eine Hagelversicherung ist eine Versicherung gegen landwirtschaftliche Hagelschäden. Hagelschäden an Kraftfahrzeugen deckt die Teilkaskoversicherung, Hagelschäden an Glasflächen die Gebäudeversicherung ab. Es handelt sich um eine private, freiwillige Individualversicherung. Hagelversicherungen werden von verschiedenen Anbietern angeboten.

## Versicherungsgegenstand
Versichert sind landwirtschaftliche und gärtnerische Erzeugnisse wie Feldfrüchte, Wein, Obst oder Gemüse gegen Hagelschäden. Die Versicherung zahlt die Minderung der Ernte durch den Hagelschlag. Dieser muss durch ein Gutachten festgestellt werden, da die Höhe der Ernte von einer Vielzahl von Faktoren abhängt. Da die Schadenshöhe erst am Ende der Versicherungsperiode feststeht, regelt § 92 (2) VVG in Deutschland dass der Versicherer nach einem Schaden nur zum Ende der Versicherungsperiode kündigen kann.

## Geschichte
In Deutschland werden Hagelversicherungen seit der zweiten Hälfte des 18. Jahrhunderts angeboten. Deutschland ist das erste Land, in dem solche Versicherungen angeboten wurden. 1880 wurde die Schweizerische Hagel-Versicherungs-Gesellschaft gegründet. Die Österreichische Hagelversicherung wurde 1947 von der Österreichischen Versicherungswirtschaft als Versicherungsverein auf Gegenseitigkeit gegründet.
Im Jahr 1901 bestanden 41 Hagelversicherungen. In Bayern bestand die Besonderheit, dass es eine öffentlich-rechtliche Monopolanstalt (die Bayerische Landeshagelversicherungsanstalt) gab. Im restlichen Reich bestanden fünf Aktiengesellschaften und 35 Versicherungsvereine auf Gegenseitigkeit.
Im Versicherungsvertragsgesetz von 1908 regelten die §§ 108 bis 115 die Hagelversicherung.
Die Höhe der Hagelschäden ist nicht gleichmäßig über die Jahre verteilt. Statistisch sind Reihen von mehreren Jahren mit überdurchschnittlichen Schäden und anderen Jahren mit unterdurchschnittlichen Schäden die Regel. Daher ist es wesentlich, dass die Versicherungsunternehmen Reserven aufbauen können, um Reihen von Jahren mit hohen Schadenssummen zu überstehen. Dies war insbesondere nach der Inflation 1923 schwierig, in der die Reserven verloren gingen.
In der Zeit des Nationalsozialismus beschränkten die Hagelversicherer im Jenaer Abkommen zum 1. Oktober 1938 den Wettbewerb.
Im Jahr 1950 bestanden 29 Hagelversicherungen. Sieben davon waren öffentlich-rechtliche Anstalten. Daneben bestanden vier Aktiengesellschaften und 18 Versicherungsvereine auf Gegenseitigkeit.

## Verband
Der Verband der Sachversicherer ist für die Versicherungssparte Hagelversicherung zuständig.